# Futbol als Jocs Olímpics d'Estiu del 2000 - Competició masculina
Als Jocs Olímpics d'Estiu del 2000 celebrats a la ciutat de Sydney (Austràlia) es realitzà una competició en categoria masculina de futbol, que unida a la categoria femenina formà part del programa oficial de futbol dels Jocs.
La competició de futbol es realitzà entre els dies 13 i 30 de setembre del 2000 entre les seus del Stadium Australia i Sydney Football Stadium (Sydney), Hindmarsh Stadium (Adelaida), Brisbane Cricket Ground (Brisbane), Bruce Stadium (Canberra) i el Melbourne Cricket Ground (Melbourne).

## Comitès participants
Hi participaren un total de 267 futbolistes de 16 comitès nacionals diferents:
| - Austràlia - Brasil - Corea del Sud - Camerun | - Eslovàquia - Espanya - Estats Units - Hondures | - Itàlia - Japó - Kuwait - Marroc | - Nigèria - Txèquia - Sud-àfrica - Xile |

## Resum de medalles
| Prova          | Or | Argent | Bronze |
| Futbol masculí | CamerunSamuel Eto'o · Serge Mimpo · Clement Beaud · Aaron Nguimbat · Joel Epalle · Modeste Mbami · Patrice Abanda · Nicolas Alnoudji · Daniel Bekono · Serge Branco · Lauren Etame · Carlos Kameni · Patrick Mboma · Albert Meyong · Daniel Ngom Kome · Geremi Njitap · Jean-Joel Perrier · Patrick Suffo · Pierre Wome | EspanyaDavid Albelda · Iván Amaya · Miguel Ángel Angulo · Daniel Aranzubía · Joan Capdevila · Jordi Ferron · Gabriel Garcia · Xavier Hernández · Jesús María Lacruz · Albert Luque · Carlos Marchena · Felip Ortiz · Carles Puyol · José María Romero · Ismael Ruiz · Raúl Tamudo · Antoni Velamazán · Unai Vergara | XilePedro Reyes · Nelson Tapia · Iván Zamorano · Javier di Gregorio · Cristián Álvarez · Francisco Arrué · Pablo Contreras · Sebastián González · David Henríquez · Manuel Ibarra · Claudio Maldonado · Reinaldo Navia · Rodrigo Núñez · Rafael Olarra · Patricio Ormazábal · David Pizarro · Rodrigo Tello · Mauricio Rojas |

## Medaller
| Posició | País    | Or | Argent | Bronze | Total |
| 1       | Camerun | 1  | 0      | 0      | 1     |
| 2       | Espanya | 0  | 1      | 0      | 1     |
| 3       | Xile    | 0  | 0      | 1      | 1     |

## Resultats

### Fase de grups
Grup A
|           | J | G | E | P | GF | GC | Pts |
| --------- | - | - | - | - | -- | -- | --- |
| Itàlia    | 3 | 2 | 1 | 0 | 5  | 2  | 7   |
| Nigèria   | 3 | 1 | 2 | 0 | 7  | 6  | 5   |
| Hondures  | 3 | 1 | 1 | 1 | 6  | 7  | 4   |
| Austràlia | 3 | 0 | 0 | 3 | 3  | 6  | 0   |

| Austràlia | 0–1   | Itàlia     |
| --------- | ----- | ---------- |
|           | Resum | Pirlo 81'' |

 Melbourne Cricket Ground (Melbourne)

Assistència: 93.252

Àrbitre: Peter Prendergast (JAM)        
| Nigèria                                         | 3–3   | Hondures                     |
| ----------------------------------------------- | ----- | ---------------------------- |
| Ignabidolor 50'' · Agali 78'' · Aiyegbeni 90'+' | Resum | Suazo 35'', 76'' · León 60'' |

 Hindmarsh Stadium (Adelaida)

Assistència: 13.386

Àrbitre: Ľuboš Micheľ (SVK)        
| Austràlia                | 2–3   | Nigèria                                  |
| ------------------------ | ----- | ---------------------------------------- |
| Foxe 41'' · Wehrman 44'' | Resum | Ikedia 16'' · Aghahowa 22'' · Agali 64'' |

 Sydney Football Stadium (Sydney)

Assistència: 38.080

Àrbitre: Carlos Eugênio Simon (BRA)        
| Itàlia                                | 3–1   | Hondures                  |
| ------------------------------------- | ----- | ------------------------- |
| Comandini 12'', 22'' · Ambrosini 18'' | Resum | Nesta 29'' (pròpia porta) |

 Hindmarsh Stadium (Adelaida) 

Assistència: 18.301

Àrbitre: Lu Jun (XIN)        
| Austràlia                   | 1–2   | Hondures        |
| --------------------------- | ----- | --------------- |
| Rosales 51'' (pròpia porta) | Resum | Suazo 3'', 60'' |

 Sydney Football Stadium (Sydney)

Assistència: 37.788

Àrbitre: Mourad Daami (TUN)        
| Itàlia                      | 1–1   | Nigèria    |
| --------------------------- | ----- | ---------- |
| Okunowo 65'' (pròpia porta) | Resum | Lawal 40'' |

 Hindmarsh Stadium (Adelaida)

Assistència: 18.340

Àrbitre: Felipe Ramos (MEX)        
Grup B
|               | J | G | E | P | GF | GC | Pts |
| ------------- | - | - | - | - | -- | -- | --- |
| Xile          | 3 | 2 | 0 | 1 | 7  | 3  | 6   |
| Espanya       | 3 | 2 | 0 | 1 | 6  | 3  | 6   |
| Corea del Sud | 3 | 2 | 0 | 1 | 2  | 3  | 6   |
| Marroc        | 3 | 0 | 0 | 3 | 1  | 7  | 0   |

| Corea del Sud | 0–3   | Espanya                                  |
| ------------- | ----- | ---------------------------------------- |
|               | Resum | Velamazán 10' · José Mari 26' · Xavi 37' |

 Hindmarsh Stadium (Adelaida)

Assistència: 14.060

Àrbitre: Ramos Rizo (MEX)        
| Marroc     | 1–4   | Xile                                                    |
| ---------- | ----- | ------------------------------------------------------- |
| Ouchla 79' | Resum | Zamorano 36', 55' (pen.), 61' (pen.) · Navia 71' (pen.) |

 Melbourne Cricket Ground (Melbourne)

Assistència: 22.654

Àrbitre: Saad Mane (KUW)        
| Corea del Sud    | 1–0   | Marroc |
| ---------------- | ----- | ------ |
| Lee Chun-Soo 53' | Resum |        |

 Hindmarsh Stadium (Adelaida)

Assistència: 12.753

Àrbitre: Herbert Fandel] (ALE)        
| Espanya    | 1–3   | Xile                        |
| ---------- | ----- | --------------------------- |
| Lacruz 54' | Resum | Olarra 24' · Navia 41', 90' |

 Melbourne Cricket Ground (Melbourne)

Assistència: 58.061

Àrbitre: Felix Tangawarima (ZIM)        
| Corea del Sud     | 1–0   | Xile |
| ----------------- | ----- | ---- |
| Lee Dong-Gook 28' | Resum |      |

 Hindmarsh Stadium (Adelaida)

Assistència: 16.309

Àrbitre: Ľuboš Micheľ        
| Espanya                   | 2–0   | Marroc |
| ------------------------- | ----- | ------ |
| José Mari 33' · Gabri 90' | Resum |        |

 Melbourne Cricket Ground (Melbourne)

Assistència: 24.623

Àrbitre: Lu Jun (CHN}        
Grup C
|                 | J | G | E | P | GF | GC | Pts |
| --------------- | - | - | - | - | -- | -- | --- |
| Estats Units    | 3 | 1 | 2 | 0 | 6  | 4  | 5   |
| Camerun         | 3 | 1 | 2 | 0 | 5  | 4  | 5   |
| Kuwait          | 3 | 1 | 0 | 2 | 6  | 8  | 3   |
| República Txeca | 3 | 0 | 2 | 1 | 5  | 6  | 2   |

| Estats Units             | 2–2   | República Txeca                    |
| ------------------------ | ----- | ---------------------------------- |
| Albright 21' · Wolff 44' | Resum | Jankulovski 28' · Došek 52' (pen.) |

 Bruce Stadium (Canberra)

Assistència: 24.800

Àrbitre: Carlos Eugênio Simon (BRA)        
| Camerun                               | 3–2   | Kuwait                    |
| ------------------------------------- | ----- | ------------------------- |
| Alnoudji 37' · Mboma 76' · Lauren 86' | Resum | Mutairi 63' · Mubarak 88' |

 Brisbane Cricket Ground (Brisbane)

Assistència: 26.730

Àrbitre: Bruce Grimshaw (NZL)        
| Estats Units | 1–1   | Camerun   |
| ------------ | ----- | --------- |
| Vagenas 64'  | Resum | Mboma 16' |

 Bruce Stadium (Canberra)

Assistència: 22.379

Àrbitre: Mario Sanchez Yanten (XIL)        
| República Txeca        | 2–3   | Kuwait                       |
| ---------------------- | ----- | ---------------------------- |
| Heinz 2' · Lengyel 91' | Resum | Mutairi 56' · Saeed 64', 73' |

 Brisbane Cricket Ground (Brisbane)

Assistència: 22.182

Àrbitre: Mourad Daami (TUN)        
| Estats Units                            | 3–1   | Kuwait    |
| --------------------------------------- | ----- | --------- |
| Califf 40' · Albright 63' · Donovan 88' | Resum | Najem 83' |

 Melbourne Cricket Ground (Melbourne)

Assistència: 19.684

Àrbitre: Herbert Fandel (ALE)        
| República Txeca | 1–1   | Camerun    |
| --------------- | ----- | ---------- |
| Došek 53'       | Resum | Lauren 24' |

 Brisbane Cricket Ground (Brisbane)

Assistència: 23.442

Àrbitre: Simon Micallef (AUS)        
Grup D
|            | J | G | E | P | GF | GC | Pts |
| ---------- | - | - | - | - | -- | -- | --- |
| Brasil     | 3 | 2 | 0 | 1 | 5  | 4  | 6   |
| Japó       | 3 | 2 | 0 | 1 | 4  | 3  | 6   |
| Sud-àfrica | 3 | 1 | 0 | 2 | 5  | 5  | 3   |
| Eslovàquia | 3 | 1 | 0 | 2 | 4  | 6  | 3   |

| Brasil                                        | 3–1   | Eslovàquia  |
| --------------------------------------------- | ----- | ----------- |
| Edu 30' Cisovský 68' (pròpia porta) Alex 90+' | Resum | Porazik 26' |

 Brisbane Cricket Ground (Brisbane)

Assistència: 24.616

Àrbitre: Simon Micallef (AUS)        
| Sud-àfrica   | 1–2   | Japó              |
| ------------ | ----- | ----------------- |
| Nomvethe 31' | Resum | Takahara 46', 78' |

 Bruce Stadium (Canberra)

Assistència: 17.500

Àrbitre: Stéphane Bré (FRA)        
| Brasil  | 1–3   | Sud-àfrica                            |
| ------- | ----- | ------------------------------------- |
| Edu 11' | Resum | Fortune 10' Nomvethe 74' Lekoelea 90' |

 Brisbane Cricket Ground (Brisbane)

Assistència: 36.328

Àrbitre: Bruce Grimshaw (NZL)        
| Eslovàquia  | 1–2   | Japó                   |
| ----------- | ----- | ---------------------- |
| Porazik 83' | Resum | Nakata 67' Inamoto 74' |

 Bruce Stadium (Canberra)

Assistència: 15.289

Àrbitre: Falla N'Doye (SEN)        
| Brasil  | 1–0   | Japó |
| ------- | ----- | ---- |
| Alex 5' | Resum |      |

 Brisbane Cricket Ground (Brisbane)

Assistència: 36.608

Àrbitre: Stéphane Bré (FRA)        
| Eslovàquia             | 2–1   | Sud-àfrica   |
| ---------------------- | ----- | ------------ |
| Czinege 64' Slahor 72' | Resum | McCarthy 75' |

 Bruce Stadium (Canberra)

Assistència: 14.562

Àrbitre: Mario Sanchez Yanten (XIL)        

### Ronda final
|  | Quarts de final            | Quarts de final            |                         |       | Semifinals   | Semifinals  |  |  | Final                   | Final |
|  |                            |                            |                         |       |              |             |  |  |                         |       |
|  | 23 de setembre - Canberra  |                            |                         |       |              |             |  |  |                         |       |
|  |                            |                            |                         |       |              |             |  |  |                         |       |
|  | Estats Units               | 2 (5)                      |                         |       |              |             |  |  |                         |       |
|  | Estats Units               | 2 (5)                      | 26 de setembre - Sydney |       |              |             |  |  |                         |       |
|  | Japó                       | 2 (4)                      |                         |       |              |             |  |  |                         |       |
|  | Japó                       | 2 (4)                      | Estats Units            | 1     |              |             |  |  |                         |       |
|  | 23 de setembre - Sydney    |                            | Estats Units            | 1     |              |             |  |  |                         |       |
|  |                            | Espanya                    | 3                       |       |              |             |  |  |                         |       |
|  | Itàlia                     | Espanya                    | 3                       | 0     |              |             |  |  |                         |       |
|  | Itàlia                     |                            | 30 de setembre - Sydney | 0     |              |             |  |  |                         |       |
|  | Espanya                    | 1                          |                         |       |              |             |  |  |                         |       |
|  | Espanya                    | 1                          | Espanya                 | 2 (3) |              |             |  |  |                         |       |
|  | 23 de setembre - Brisbane  |                            | Espanya                 | 2 (3) |              |             |  |  |                         |       |
|  |                            | Camerun                    | 2 (5)                   |       |              |             |  |  |                         |       |
|  | Brasil                     | Camerun                    | 2 (5)                   | 1     |              |             |  |  |                         |       |
|  | Brasil                     | 26 de setembre - Melbourne |                         | 1     |              |             |  |  |                         |       |
|  | Camerun                    | 2                          |                         |       |              |             |  |  |                         |       |
|  | Camerun                    | 2                          | Camerun                 | 2     | Tercer lloc  | Tercer lloc |  |  |                         |       |
|  | 23 de setembre - Melbourne |                            | Camerun                 | 2     | Tercer lloc  | Tercer lloc |  |  |                         |       |
|  |                            | Xile                       | 1                       |       |              |             |  |  |                         |       |
|  | Xile                       | Xile                       | 1                       | 4     | Estats Units | 0           |  |  |                         |       |
|  | Xile                       |                            |                         | 4     | Estats Units | 0           |  |  |                         |       |
|  | Nigèria                    | 1                          |                         | Xile  | 2            |             |  |  |                         |       |
|  | Nigèria                    | 1                          |                         |       | 2            |             |  |  |                         |       |
|  |                            |                            |                         |       |              |             |  |  | 29 de setembre - Sydney |       |
|  |                            |                            |                         |       |              |             |  |  |                         |       |

#### Quarts de final
| Estats Units                    | 2–2   | Japó                        |
| ------------------------------- | ----- | --------------------------- |
| Wolff 68' Vagenas 90' (penalti) | Resum | Yanagisawa 30' Takahara 72' |

 Hindmarsh Stadium (Adelaida)

Assistència: 18.345

Àrbitre: Felix Tangawarima (ZIM)        
|                                                                               |     | Penals                                                                         |  |
| Vagenas: marcat Agoos: marcat Donovan: marcat Wolff: marcat Victorine: marcat | 5–4 | Nakamura: marcat Inamoto: marcat Morioka: marcat Nakata: fallat Myojin: marcat |  |

| Brasil          | 1–2 (AET) | Camerun              |
| --------------- | --------- | -------------------- |
| Ronaldinho 90+' | Resum     | Mboma 17' Mbami 113' |

 Brisbane Cricket Ground (Brisbane)

Assistència: 37.332

Àrbitre: Herbert Fandel (ALE)        
| Itàlia | 0–1   | Espanya   |
| ------ | ----- | --------- |
|        | Resum | Gabri 86' |

 Football Stadium (Sydney)

Assistència: 38.134

Àrbitre: Carlos Eugênio Simon (BRA)        
| Xile                                           | 4–1   | Nigèria   |
| ---------------------------------------------- | ----- | --------- |
| Contreras 17' Zamorano 18' Navia 42' Tello 65' | Resum | Agali 76' |

 Melbourne Cricket Ground (Melbourne)

Assistència: 44.425

Àrbitre: Saad Mane (KUW)        

#### Semifinals
| Espanya                             | 3–1   | Estats Units          |
| ----------------------------------- | ----- | --------------------- |
| Tamudo 16' Angulo 25' José Mari 87' | Resum | Vagenas 42' (penalti) |

 Football Stadium (Sydney)

Assistència: 39.800

Àrbitre: Mourad Daami (TUN)        
| Xile                      | 1–2   | Camerun                        |
| ------------------------- | ----- | ------------------------------ |
| Abanda 78' (pròpia porta) | Resum | Mboma 84' Lauren 89' (penalti) |

 Melbourne Cricket Ground (Melbourne)

Assistència: 64.338

Àrbitre: Stéphane Bré (FRA)        

#### Partit pel 3r lloc
| Xile                                | 2–0   | Estats Units |
| ----------------------------------- | ----- | ------------ |
| Zamorano 69' (penalti) Zamorano 84' | Resum |              |

 Football Stadium (Sydney)

Assistència: 26.381

Àrbitre: Simon Micallef (AUS)        

#### Partit pel 1r lloc
| Camerun                            | 2–2   | Espanya           |
| ---------------------------------- | ----- | ----------------- |
| Amaya 53' (pròpia porta) Eto'o 58' | Resum | Xavi 2' Gabri 45' |

 Olympic Stadium (Sydney)

Assistència: 104.000

Àrbitre: Felipe Ramos (MEX)        
|                                                                        |     | Penals                                                       |  |
| Mboma: marcat Eto'o: marcat Njitap: marcat Lauren: marcat Wome: marcat | 5–3 | Xavi: marcat Capdevila: marcat Amaya: fallat Albelda: marcat |  |

### Golejadors
| Pos. | Selecció     | Jugador          | Gols |
| ---- | ------------ | ---------------- | ---- |
| 1    | Xile         | Iván Zamorano    | 6    |
| 2    | Camerun      | Patrick Mboma    | 4    |
| -    | Xile         | Reinaldo Navia   | 4    |
| -    | Hondures     | David Suazo      | 4    |
| 5    | Nigèria      | Victor Agali     | 3    |
| -    | Espanya      | Gabri            | 3    |
| -    | Espanya      | José Mari        | 3    |
| -    | Camerun      | Lauren           | 3    |
| -    | Japó         | Naohiro Takahara | 3    |
| -    | Estats Units | Peter Vagenas    | 3    |
| 11   |              | 11 jugadors      | 2    |
| 22   |              | 42 jugadors      | 1    |